# Синагога в Гвоздце
Синагога в Гвоздце — утраченный памятник деревянной архитектуры XVII века в пгт Гвоздец Коломыйского района Ивано-Франковской области, известный в частности настенными росписями. Уничтожена немецкими оккупантами в 1941 году.
Память об этом почти забытом образце еврейской культуры была восстановлена в 2014 году благодаря реконструкции деревянного свода в варшавском Музее истории польских евреев.

## История здания

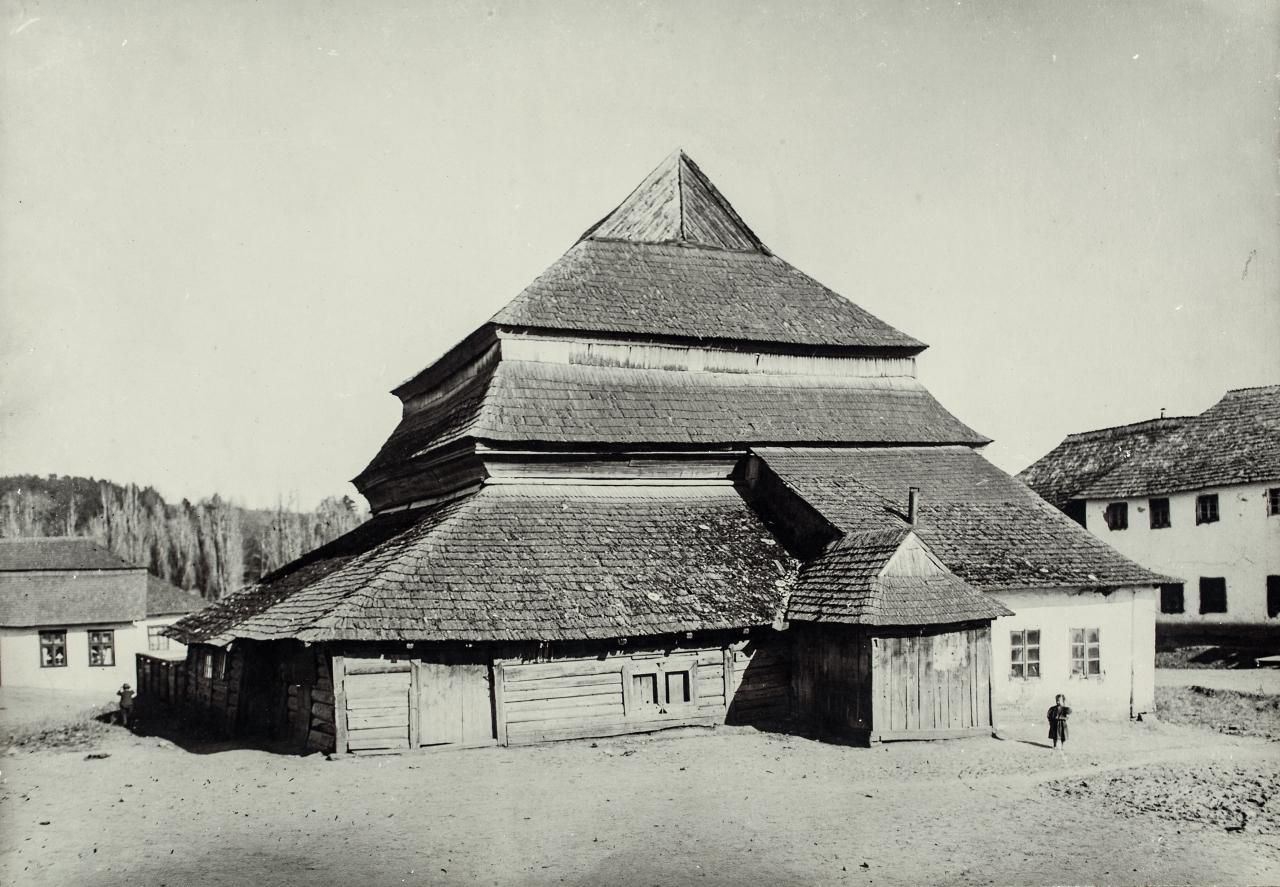
Синагога в межвоенное время

Построена около 1640 года. Синагога имела прямоугольную планировку со срезанными углами и высоту около 15 метров. Стены выполнены в «соховой» конструкции. Четырёхскатная крыша была крыта гонтом. Под крышей находился восьмигранный свод размерами около 11,3 × 11,3 м, с богатым расписным декором. В 1729 году свод был перестроен. Было достроено также преддверие, женское и кирпичное помещение при северо-западном крыле, ставшее хедером, а также помещением для молитв в зимний период. К 1910 году в синагоге проведены восстановительные работы, однако вскоре, во время Первой мировой войны, она была повреждена в результате погрома российскими войсками. Во времена Второй Речи Посполитой проведен ремонт, однако во время немецкой оккупации синагога была полностью уничтожена во время пожара, вызванного поджогом.
Художественная роспись, выполненная в 1652 году, является произведением Исраэля Лисницкого из Ярычева, сына Мордехая. Роспись была восстановлена в 1729 году Исааком, сыном Иегуды га Коэна из Ярычева.